# Милан Чемерикић
Милан Чемерикић (Призрен, 12. фебруар 1877 — 1940) био је српски национални радник, новинар, преводилац, наставник, економиста и банкар.

## Детињство и Младост
Милан Чемерикић рођен је 12. фебруара 1877. у Призрену. Основну школу завршио је у Призрену. Захваљујући угледним родитељима имао је добре услове за школовање. У Призрену је научио турски, арнаутски и мало старославенскога. Богословију је похађао у Галата сарају у Цариграду. У Београду је похађао Филозофски факултет. Дипломирао је 1903. и одмах након тога постао је професор Богословско-учитељске школе у Призрену, где је предавао српски, француски и омолитику. Од 1907. до 1909. био је наставник у српској гимназији у Скопљу, а током 1910 радио је кратко и у Солуну. Од 1910. почео је да се бави новинарством и објавио је много текстова у скопским новинама.

## Национални рад
Поред професорскога рада бавио се економским и националним проблемима Срба. Био је у вези са револуционарном организацијом. Међутим прилике након Младотурске револуције омогућиле су јавни политички рад. Изабран је 1908. у централни одбор Српске демократске лиге, прве српске странке у Османском царству. Имао је дужност у Обласном одбору организације за Солунски вилајет. Био је веза између српске легалне партије, али и тајне организације са младотурским комитетом Јединство и напредак. Једно време био је уредник Цариградскога гласника, јединога српскога листа у Османском царству.
Током 1912. противио се захтевима српске владе да се преговара са младотурцима, а противио се и затеву да се подржи избор Богдана Раденковића за рашко-призренскога митрополита.

## За време ратова
Током Првога балканскога рата био је ратни дописник са Цетиња и са Јадранскога мора, а у Другом балканском рату извештавао је из Скопља. У Првом светском рату учествовао је најпре као војника, а након повлачења српске војске био је једно време преводилац, а касније је у Женеви уређивао поверљиви преглед непријатељске штампе.

## После ратова
Након Првога светскога рата у Скопљу је уређивао најпре Привредни гласник, а онда Јужну Србију. Од 1921 до 1932. био је директор једне банке у Скопљу.